# Abraham Malamat
Abraham Malamat (auch: Avraham Malamat; hebräisch מלמט אברהם; früherer Vorname: Alfons; geboren 26. Januar 1922 in Wien; gestorben 21. Januar 2010 in Jerusalem) war ein österreichisch-israelischer Historiker.

## Leben
Abraham Malamat wuchs in einer jüdischen Familie auf. Er wurde als Sohn des Textilhändlers Nathan Malamut und dessen Frau Leah, einer Journalistin, geboren. Er besuchte die Volksschule und das Gymnasium in Wien. Aufgrund des aufflammenden Antisemitismus emigrierte er 1935 mit seinen Eltern im Alter von 13 Jahren nach Israel. Nach einem Aufenthalt in Haifa lebte die Familie in Tel Aviv, wo er das Balfour Gymnasium besuchte. 1940 begann er ein Studium an der Hebrew University of Jerusalem (Hebräische Universität Jerusalem) an den Fakultäten Hebräisch, Bibel, Biblische Geschichte und Psychologie und an der École biblique et archéologique française de Jérusalem. Mit der Gründung der israelischen Armee (IDF) wurde er während des Unabhängigkeitskrieges eingezogen. Im Jahr 1950 schloss er seine Doktorarbeit unter dem Titel „Ardennen-Region von Mesopotamien und die Entstehung ihrer Länder“ unter Benjamin Mazar, dem „Vater“ der biblischen Archäologie, ab. Im Jahre 1951 heiratete er Na'ama, geborene Schneiderman. Aus der Ehe ging die Tochter Talia hervor. Im Jahr 1952 zog die Familie nach Chicago, USA, wo er zwei Jahre im Rahmen einer Habilitation am Oriental Institute der University of Chicago arbeitete. 1954 kehrte er nach Israel zurück und lehrte von 1955 bis 1975 an der Universität Haifa.

## Wirken
Neben seiner Lehrtätigkeit verfasste Malamat über 300 Schriften und acht Bücher in mehreren Sprachen. Der Schwerpunkt seiner wissenschaftlichen Arbeiten war die frühe Geschichte der Juden. Im Jahr 1961 ging er an die Nahost-Abteilung der University of Philadelphia. Im Jahr 1964 wurde er außerordentlicher Professor und im Jahr 1970 ordentlicher Professor an der Hebräischen Universität Jerusalem, wo er Leiter der Abteilung für Geschichte des Volkes Israel wurde. Von 1976 bis 1977 ging er an die University of Oxford, lehrte von 1985 bis 1986 an der Yale University und 1991 an der New York University. Durch die Forschungen von Malamat und Haim Hillel Ben-Sasson (1914–1977) wurden die Zweifel an der historischen Wahrheit des Buches Exodus (2. Buch Mose), die von Historikern geäußert wurden, deutlich geringer.

## Mitgliedschaften
- Österreichische Akademie der Wissenschaften
- Akademie Rheinland-Westfalen
- American Academy for Jewish Research
- Vorstandsmitglied der Israeli Society for Military History
- Mitherausgeber der Zeitschrift für die Alttestamentliche Wissenschaft
- Herausgeber der Zeitschrift Jedi’ot Acharonot (1956–1967)

## Ehrungen
- Ehrenmitglied der Israel Exploration Society
- Ehrenmitglied der British Academy, British Society for Old Testament Study
- Ehrenmitglied der Society of Biblical Literature
- Ehrenmitglied der South African Society for the Study of the Old Testament
- Ehrendoktortitel der Universität Wien[3]

## Schriften (Auswahl)
- Mari And The Early Israelite Experience. In: Schweich, Lectures on Biblical Archaeology, Oxford University Press, Oxford/New York (1990) ISBN 0-19-726072-1.
- History Of Biblical Israel: Major Problems And Minor Issues. Reihe Culture and History of the Ancient Near East #7, Brill, Leiden/Boston (2001) ISBN 90-04-12009-2.
- Mari and the Bible. In: Studies in the History and Culture of the Ancient Near East, V. 12, Brill Academic Publishers, 1998, ISBN 90-04-10863-7.
- Ancient Israel in Egypt and the Exodus, Susan Laden, 2012.
- Nili S. Fox, Abraham Malamat: History of Biblical Israel: Major Problems and Minor Issues. In: Bulletin of the American Schools of Oriental Research. The American Schools of Oriental Research, 2002, S. 90, doi:10.2307/1357868.
- Das davidische und salomonische Königreich und seine Beziehungen zu Ägypten und Syrien. Zur Entstehung eines Grossreichs. Verlag der Österreichischen Akademie der Wissenschaften, Wien (1983) ISBN 3-7001-0562-2.